# 정속운전
정속운전(定速運転)은 열차의 운전에서 임의의 속도를 설정하여 그 속도를 유지하도록 자동적으로 열차속도의 가감속을 실시하는 것이다. 차량공학에서는 정속제어라고도 불리며 자동차의 크루즈 컨트롤과 비슷한 개념이다.

## 개요
일반적인 열차 운전의 경우 역을 발차한 후 일정한 속도까지 가속하여 타행(惰性走行; 타성 주행의 줄임말)하지만 우등열차 등의 경우 다음 정차역까지 거리가 길기 때문에, 타행 중에 속도가 저하하는 것을 방지하기 위해 여러번 재가속할 필요가 있으며, 하구배 구간을 통과할 때에는 가속하지 않도록 제동장치를 미세조정하면서 통과하지만 위에서 서술한 대로 역간거리가 긴 경우 이 작업을 계속하여 반복 실시하게 되므로 운전기사의 운전피로를 증가시키는 원인이 된다. 때문에 이러한 제어를 자동화하게 된 것이며, 이것이 정속운전이다.
가변전압 가변주파수 제어 방식이 등장할 때까지는 복권정류자 전동기의 분권코일의 계자전류를 자기증폭기, 가변저항기, 사이리스터등으로 제어를 실시하는 방식이 주류였지만, VVVF 인버터 제어 방식은 주파수를 고정하는 것으로 간단히 정속운전을 구현할 수 있기 때문에 급속히 보급되었다.